# Bilasuvar
Bilasuvar (azeră Biləsuvar) este un oraș din Azerbaidjan.